# 啓超道

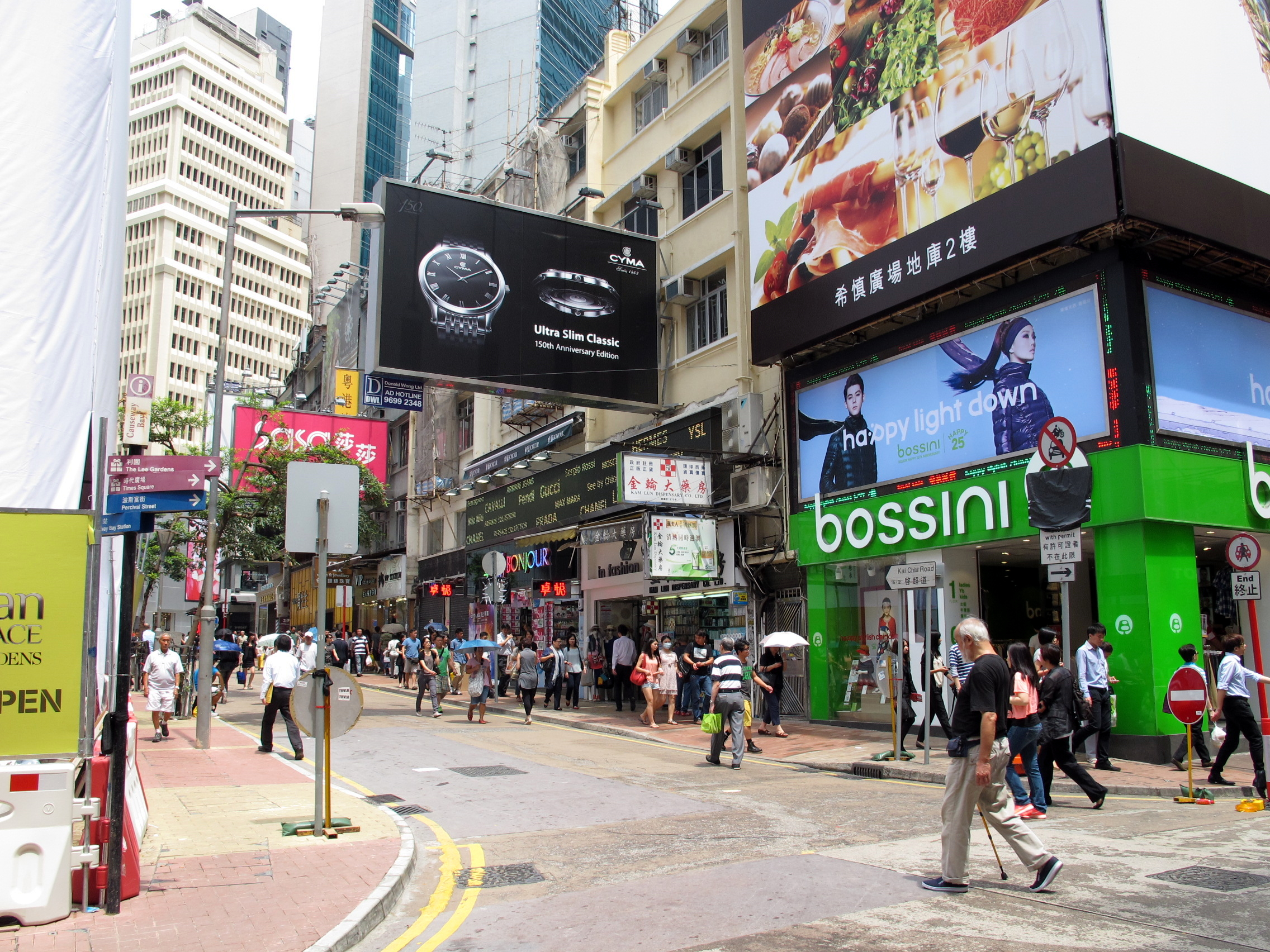
2012年的啓超道

啓超道（英語：Kai Chiu Road），是香港島銅鑼灣一條人流最多的街道，是香港時代廣場與香港崇光百貨此兩個香港地標之間的一條行人捷徑。沿路全部地鋪以售賣時尚產品為主，包括太子珠寶鐘錶、卓悅、Vip station及粵港澳湛周生生等。啓超道旁亦設大型商場希慎廣場。

## 街道命名
梁啟超是清末民初知名人士，原籍廣東新會。利希慎家族遂在開通本道路時，以同鄉傑出人士梁啟超為名。而利希慎家族至今仍是香港啓超道的地產發展商（大業主）。

## 鄰近街道及設施
- 軒尼詩道
- 恩平道
- 渣甸坊
- 利園山道
- 希慎廣場

## 事件
啓超道曾於1958年發生3死2傷劫殺案，因案情嚴重，警方曾出動逾百名警務人員並全街封鎖，詳見「啓超道劫殺案」。